# 呂東興
呂東興（1962年—），生於苗栗縣苑裡鎮。台灣知名雕塑家、藝術家。早期曾以雕刻佛像為主，後來從事藝術雕塑創作。2008年於台北國際藝術博覽會參展，以「恐龍打手槍」 作品打開知名度。現任《真心蓮坊》的董事長。

## 參展

### 個展
- 2008年，「恐龍打手槍」金枝藝術，苗栗台灣。
- 2008年，「爲愛走天涯」102藝術，台南台灣。
- 2009年，「黑光懸歌」KING空間，上海中國。
- 2010年，「生懸死慾的窟動奔走」KING空間，上海中國。
- 2019年，「亡流 The Floating Spirits」金枝藝術，苗栗台灣。[4]
- 2023年，「夜風」 台北新藝術博覽會 台北台灣。

### 聯展
- 2008年，「金枝莩蘡-黃步青、李錦繡、黃進河、呂東興、陳永賢、鄭政煌、李詩儀」金枝藝術，苗栗台灣。
- 2008年，「台北國際藝術博覽會」金枝藝術，台北台灣。
- 2009年，「紐約Bridge藝術博覽會」，紐約美國。[5]
- 2009年，「我的第一張畫」六號星球，台北台灣。
- 2009年，「月光光心慌慌-非常廟三週年之關鍵報告」非常廟，台北台灣。
- 2009年，「台北國際當代藝術博覽會」金枝藝術，台北台灣。
- 2009年，「上海藝術博覽會」KING空間，上海中國。
- 2010年，「台北國際藝術博覽會」KING空間，台北台灣。
- 2010年，「上海國際藝術博覽會」KING空間，上海中國。

## 作品
藝術家呂東興早期雕塑作品《為愛走天崖》。圖/藝術家呂東興提供

藝術家呂東興早期雕塑作品《後刀操》。圖/藝術家呂東興提供

藝術家呂東興雕塑作品《月光影系列-松鼠》。圖/藝術家呂東興提供

## 外部連結
- 呂東興個人Facebook
- 真心蓮坊創辦人-藝術家